# 1986年7月逝世人物列表
1986年逝世人物列表：1月 - 2月 - 3月 - 4月 - 5月 - 6月 - 7月 - 8月 - 9月 - 10月 - 11月 - 12月
1986年7月逝世人物列表，是用于汇总1986年7月期间逝世人物的列表。

## 依日期排序

### 1日
- 阿迪爾·阿卜杜拉，63歲，伊拉克足球運動員。
- Jean Baratte，63歲，法國足球運動員。
- 威利·伯傑（Willy Berger），80歲，匈牙利出生的以色列足球運動員。
- 哈裡·博爾頓，67歲，美式足球運動員。
- E.E.Y.黑爾斯，77歲，英國宗教歷史學家。
- 威拉德·艾姆斯·霍爾布魯克（Willard Ames Holbrook Jr.），88歲，美國將軍。[1]
- 克裡斯塔·梅爾滕（Christa Merten），41歲，西德奧運會選手（1972年），自殺。
- 安德魯·米勒，59歲，英國海軍上將。
- Karl Myrbäck，85歲，瑞典化學家。
- 山姆·拉姆斯登（Sam Ramsden），72歲，澳大利亞政治家。
- 伊恩·薩瑟蘭爵士，61歲，英國外交官，心臟病發作。[2]
- 羅傑·卡斯伯特·韋克菲爾德（Roger Cuthbert Wakefield），80歲，英國測量師和橄欖球運動員。
- 愛德華·柯蒂斯·威爾斯（Edward Curtis Wells），75歲，美國企業高管（波音公司）。

### 2日
- 阿爾弗雷德·格裡姆伍德（Alfred Grimwood），80歲，英國板球運動員。
- 路易士·哈蘭特，90歲，美國奧林匹克射擊運動員（1920年）。
- 黄文太，71歲，越南將軍。
- 勒內·勒圖爾諾（René Létourneau），73歲，加拿大政治家。
- Peanuts Lowrey，68歲，美國棒球運動員。[3]
- 歐文·米爾茲科特（Erwin Milzkott），73歲，德國音樂家。
- 希爾亞德·羅賓遜，86-87歲，美國建築師。

### 3日
- 喬納森·賓厄姆（Jonathan B. Bingham），72歲，美國政治家，美國眾議院議員（1965-1983），肺炎。[4]
- 伊莉莎白·博丁（Elizabeth Bodine），88歲，美國人道主義者。
- 查理斯·周，63歲，美國政治家，伊利諾伊州參議院議員（自1967年起），喉癌。[5]
- 布魯斯·喬恩（Bruce Chown），92歲，加拿大醫生。
- 烏比拉哈拉·菲達爾戈（Ubirajara Fidalgo），37歲，巴西演員和導演。
- 蒙克·希金斯（Monk Higgins），55歲，美國薩克斯管演奏家，呼吸系統疾病。
- 比爾·麥卡漢，65歲，美國棒球運動員，癌症。
- 奎因·麥克尼瑪（Quinn McNemar），86歲，美國心理學家和統計學家。
- 莫娜·雷（Mona Ray），81歲，美國女演員。
- Curley Russell，69歲，美國爵士音樂家，肺氣腫。
- Andrew C. Tychsen，93歲，美國將軍。
- Rudy Vallée，84歲，美國歌手和音樂家，癌症。[6]
- Erling Westher，83歲，挪威鋼琴家。

### 4日
- 保羅·亞當斯（Paul Adams），65歲，美國大學體育教練，心臟病發作。
- 瑪格麗特·昆寧吉姆（Margaret Cuninggim），71歲，美國學術行政人員。
- 里奧·萊蒙德（Leo Lermond），80歲，美國奧運選手（1928年）。
- Peter F. Mack Jr.，69歲，美國政治家，美國眾議院議員（1949-1963）。[7]
- 本傑明·梅諾（Benjamin Menor），63歲，美國法學家，喉癌。
- 弗洛爾·彼特斯，83歲，比利時作曲家。
- 奧斯卡·羅特格（Oscar Roettger），86歲，美國棒球運動員。
- 西奧多·斯倫（Theodor S. Slen），100歲，美國政治家和律師，明尼蘇達州眾議院議員（1935-1940），肺炎。
- 奧斯卡·扎里斯基（Oscar Zariski），87歲，俄羅斯出生的美國數學家。[8]

### 5日
- 湯瑪斯·阿諾德，85歲，英國奧運會雪橇運動員（1924年）。
- 諾埃爾·庫尼漢（Noel Counihan），72歲，澳大利亞畫家和漫畫家。
- 艾倫·傑梅爾（Alan Gemmell），73歲，英國生物學家和植物學家。
- Rosaire Gendron，65歲，加拿大政治家。
- 烏爾里希·霍夫曼（Ulrich Hofmann），83歲，德國數學家。
- 露絲·鐘斯，40歲，美國籃球教練，卵巢癌。
- 賈瓦德·哈梅內伊，90歲，伊朗什葉派神職人員。
- Biff Lee，78歲，美式足球運動員。
- 理查·洛（Richard Lowe），82歲，英國板球運動員。
- 丸山儀四郎，70歲，日本數學家。
- O Yoon，40歲，韓國畫家，肝硬化。
- 本傑明·派特森（Benjamin B. Patterson），76歲，美國政治家，明尼蘇達州參議院議員（1957-1966）。
- 克里希納·皮萊（K. Krishna Pillai），62歲，印度政治家。
- 福利奧特·桑福德爵士（Sir Folliott Sandford），79歲，英國公務員。
- Albert Scherrer，78歲，瑞士賽車手。
- 格奧爾格·威廉·舒爾茨（Georg-Wilhelm Schulz），80歲，德國U型潛艇指揮官。
- 雅羅斯拉夫·斯捷茨科，74歲，蘇聯烏克蘭政治家，烏克蘭國家政府總理（1941年）。
- 約翰·圖斯蒂爾爵士，77歲，英國電氣工程師。
- 詹姆斯·沃爾什（James Walsh），73歲，澳大利亞板球運動員。

### 6日
- 斯蒂芬·布魯瑙爾（Stephen Brunauer），83歲，美國化學家。
- 維克·卡羅爾，73歲，美式足球運動員。
- 赫爾曼·弗雷斯，86歲，阿根廷奧林匹克帆船運動員（1936年）。
- 沃爾特·霍利舍爾（Walter Hollitscher），75歲，奧地利哲學家。
- Lothar Kreyssig，87歲，德國法學家。
- 安德列·勒庫爾特（AndréeLe Coultre），68-69歲，法國畫家。
- 赫伯特·萊昂哈特（Herbert Leonhardt），61歲，德國奧運滑雪運動員（1956年）。
- 罗伯特·S·洛佩兹（Robert S. Lopez），75歲，義大利出生的美國歷史學家，癌症。
- Jagjivan Ram，78歲，印度政治家。
- 罗德里戈·罗哈斯·德·内格里（Rodrigo Rojas de Negri），19歲，智利攝影師，被燒傷。
- 克拉倫斯·斯特雷特（Clarence Streit），90歲，美國記者，腎功能衰竭。[9]
- 和田浩治，42歲，日本演員。
- 布蘭卡·瓦斯卡，76歲，捷克女演員。
- 本傑明·伍德（Benjamin D. Wood），91歲，美國學術行政人員。
- 克拉裡·懷亞特（Clarrie Wyatt），82歲，澳大利亞足球運動員。
- 埃迪·尤哈斯（Eddie Yuhas），61歲，美國棒球運動員。

### 7日
- Willi Ankermüller，85歲，德國政治家。
- Mai Bhagi，79-80歲，巴基斯坦音樂家。
- 卡內拉，77歲，巴西足球運動員。
- Gunnar Christensen，72歲，丹麥奧林匹克運動員（1936年）。
- 哈裡·大衛斯（Harry Davis），75歲，威爾士出生的紐西蘭陶藝家。
- 弗雷德里克·科納（Frederick Kohner），80歲，奧地利出生的美國小說家（Gidget）。
- 斯文·詹森，86歲，瑞典奧林匹克體操運動員（1920年）。
- 克裡斯托弗·麥格拉思（Christopher C. McGrath），84歲，美國政治家，美國眾議院議員（1949-1953）。[10]
- 厄爾·梅裡特（Earl J. Merritt），89歲，美國體育教練。
- Len Vautier，77歲，澳大利亞足球運動員。
- 黑茲爾·布朗·威廉姆斯（Hazel Browne Williams），79歲，美國教育家。

### 8日
- C.W.阿姆斯壯，87歲，北愛爾蘭政治家，國會議員（1954-1959）。
- 保羅·布里尼奧利（Paolo Brignoli），44歲，義大利昆蟲學家。
- 約翰尼·庫尼（Johnny Cooney），85歲，美國棒球運動員。
- 阿道夫·林維爾，74-75歲，阿根廷演員。
- 妮娜·莫甘娜（Nina Morgana），94歲，美國歌手。
- 佩德羅·奧爾蒂斯·達維拉，74歲，波多黎各歌手。
- Hyman G. Rickover，86歲，美國海軍上將。[11]
- 斯基特·韋伯，76歲，美國棒球運動員。
- 羅伯特·J·伍德（Robert J. Wood），81歲，美國將軍。

### 9日
- 湯米·巴內特（Tommy Barnett），77歲，英國足球運動員。
- 內莉·坎波貝洛（Nellie Campobello），85歲，墨西哥作家，心力衰竭。
- 瑪麗埃塔·坎蒂（Marietta Canty），80歲，美國女演員。
- 卡爾文·卡特（Calvin Carter），61歲，美國唱片製作人。
- 胡里奧·科爾多瓦，75歲，智利足球運動員。
- 拉克西米·納拉揚·班賈·迪奧（Laxmi Narayan Bhanja Deo），73歲，印度政治家。
- 珀西·愛德華·肯特爵士，73歲，英國地質學家。
- 瑪麗亞·拉菲特（María Laffitte），83歲，西班牙女權活動家和作家。
- 約翰·利利（John Leighly），90歲，美國地理學家。
- Carl “Spider” Lockhart，43歲，美式足球運動員，淋巴瘤。[12]
- 雷德·盧卡斯，84歲，美國棒球運動員。
- 鮑裡斯·梅澤爾，79歲，蘇聯作曲家。
- 沃爾特·羅曼諾維奇，68歲，美國足球運動員。
- Chandrashekhar Singh，58歲，印度政治家。
- 露絲·沃倫（Ruth Warren），85歲，美國女演員。
- 保羅·尤茲克（Paul Yuzyk），73歲，加拿大政治家。

### 10日
- 拉斐爾·吉爾（Rafael Gil），73歲，西班牙電影導演。
- Brendan Glynn，76歲，愛爾蘭政治家，TD（1954-1957）。
- 喬迪·勞倫斯（Jody Lawrance），55歲，美國女演員。
- 黎笋，79歲，越南政治家。[13]
- 哈爾·馬格特（Harl Maggert），72歲，美國棒球運動員。
- Csilla Molnár，17歲，匈牙利選美皇后，因吸毒過量而自殺。
- 尼古拉斯六世，73歲，希臘東正教主教，亞歷山大宗主教（自1968年起）。
- 朴泰遠，76歲，韓國作家。
- 奧庫斯蒂·帕薩寧，83歲，芬蘭政治家。
- 塔德烏什·皮奧特羅夫斯基（Tadeusz Piotrowski），46歲，波蘭登山者，摔倒。
- 羅曼·烏爾里希·塞克斯爾（Roman Ulrich Sexl），46歲，奧地利理論物理學家。
- 斯特凡·斯坦尼斯萊，83歲，捷克斯洛伐克運動員。
- 唐·溫格（Don S. Wenger），74歲，美國將軍。

### 11日
- 約翰·克萊登（John Clayden），82歲，羅得西亞法學家。
- 拉裡·吉伯特森（Larry D. Gilbertson），68歲，美國政治家。
- 莉蓮·羅薩諾夫·利伯（Lillian Rosanoff Lieber），99歲，俄羅斯出生的美國數學家。
- 比爾·珀塞爾，81歲，澳大利亞足球運動員。
- Hortensia Santoveña，73歲，墨西哥女演員。
- Dutch Thiele，93歲，美式足球運動員。[14]
- 恩里克·維勒加斯（Enrique Villegas），72歲，阿根廷鋼琴家。
- 露西爾·沃爾（Lucille Wall），88歲，美國女演員（綜合醫院）。[15]

### 12日
- 凱特·伊莎貝爾·坎貝爾夫人，87歲，澳大利亞醫生。
- 瓦茨瓦夫·基謝列夫斯基（Wacław Kisielewski），43歲，波蘭鋼琴家，交通事故。
- Faydang Lobliayao，75-76歲，寮國政治家。
- Dermod MacCarthy，75歲，英國兒科醫生。
- 吉恩·梅爾（Gene Mayl），84歲，美式橄欖球和籃球運動員。
- Nea Morin，81歲，英國登山者。
- 卡馬蘭·穆克里（Kamaran Mukeri），56-57歲，伊拉克詩人。
- 克魯姆·佩涅夫，84歲，保加利亞詩人和劇作家。
- Jean Zizine，63歲，法國奧林匹克曲棍球運動員（1952年）。

### 13日
- 馬克斯·本羅斯爵士，82歲，英國政治家和實業家。
- 沃爾特·布拉德肖（Walter Bradshaw），77歲，澳大利亞出生的英國板球運動員。
- 寇克·埃斯科維多（Coke Escovedo），45歲，美國打擊樂手，肝硬化。
- 加里·法米格列蒂（Gary Famiglietti），72歲，美式足球運動員。
- 埃德蒙·德溫·吉爾（Edmund Dwen Gill），77歲，澳大利亞地質學家。
- Brion Gysin，70歲，英裔加拿大作家、畫家和發明家，肺癌。
- 洪璡基，69歲，韓國法學家。
- 蓋薩·卡爾多斯，68歲，匈牙利奧林匹克籃球運動員（1948年）。
- 奧雷根尼斯·萊薩（Orígenes Lessa），83歲，巴西作家。
- 愛德華·利賓斯基（Edward Lipiński），97歲，波蘭政治家和經濟學家。
- 瑪格麗特·蘭松·默里（Margaret Ransone Murray），84歲，美國生物學家。
- 拉迪斯拉夫·佩謝克，79歲，捷克斯洛伐克演員。
- 拉爾夫·斯坦納（Ralph Steiner），87歲，美國攝影師。[16]
- Jaak Tamleht，44歲，蘇聯愛沙尼亞演員。
- Jean Van Gool，55歲，法國足球運動員。
- Joe Wirkkunen，58歲，芬蘭裔加拿大冰球教練，家庭火災事故[17][18]
- 梅爾·扎雅克，30歲，加拿大奧運游泳運動員（1976年），溺水身亡。

### 14日
- 約翰·布里傑（John Bridger），66歲，英國板球運動員，交通事故。
- 亞瑟·福特，82-83歲，澳大利亞奧林匹克摔跤手（1928年）。
- 安東尼·哈丁漢姆（Anthony Hadingham），73歲，英國板球運動員。
- 威廉·赫斯（William E. Hess），88歲，美國政治家，美國眾議院議員（1929-1937,1939-1949,1951-1961）。
- 沃利·霍爾博羅（Wally Holborow），72歲，美國棒球運動員。
- Raymond Loewy，92歲，法國出生的美國工業設計師。[19]
- 邁赫迪·哈米迪·希拉齊，72歲，伊朗詩人。
- 約瑟夫·沃格特，91歲，德國歷史學家。
- 傑克·懷特黑德，73歲，澳大利亞足球運動員。

### 15日
- 卡羅琳娜·科雷亞·隆多尼奧，81歲，哥倫比亞社交名媛，第一夫人（1953-1957）。
- 弗洛倫斯·哈洛普（Florence Halop），63歲，美國女演員，肺癌。[20]
- 伊恩·汉密尔顿（Iain Hamilton），66歲，蘇格蘭記者。
- 比利·豪頓（Billy Haughton），62歲，美國安全帶司機，頭部受傷。
- 約翰·梅勒爵士，93歲，英國政治家，國會議員（1935-1955）。
- 本尼·魯賓（Benny Rubin），87歲，美國演員和喜劇演員，心臟病發作。[21]
- 阿方索·蒂勒（Alfonso Thiele），66歲，美籍義大利賽車手。

### 16日
- 約瑟夫·T·貝利（Joseph T. Bayly），66歲，美國作家和出版主管。
- 瓦蘇迪奧·西塔拉姆·本德雷，92歲，印度作家和歷史學家。
- 羅伯特·布斯比，布斯比男爵，86歲，英國政治家，國會議員（1924-1958）和上議院議員（自1958年起），心臟病發作。
- A. S. Conception，58歲，印度演員和歌手。
- 詹姆斯·阿洛伊修斯·庫拉漢，83歲，美國法學家。
- 斯蒂芬·庫爾特（Stephen Coulter），71歲，英國小說家。
- 迪克·克勞肖，安特裡克的勞肖男爵，68歲，英國政治家，國會議員（1964-1983）。
- 大衛·馬克斯·艾希霍恩，80歲，美國拉比，心臟病發作。[22]
- 卡洛·馬蒂尼（Carlo Martini），72歲，義大利羅馬天主教主教。
- 湯瑪斯·埃德溫·內文（Thomas Edwin Nevin），79歲，愛爾蘭物理學家。
- Bob O'Dea，56歲，紐西蘭橄欖球運動員。
- 比爾·羅爾，68歲，美國籃球教練。
- Robert C. Rusack，60歲，美國聖公會主教，心臟病發作。
- 查理斯·湯普森（Charles E. Thompson），97歲，美國政治家，密西西比州參議院議員（1916-1920）。
- 克雷爾·沃森（Claire Watson），59歲，美國歌手，腦癌。
- Jerrold R. Zacharias，81歲，美國物理學家。[23]

### 17日
- 尼古拉斯·阿什頓（Nicholas Ashton），81歲，英國板球運動員。
- 亞歷山德魯·巴迪亞，48歲，羅馬尼亞足球運動員。
- 勒內·德拉克魯瓦·德·卡斯特裡，77歲，法國歷史學家。
- 克萊奧·大衛斯（Cleo Davis），67歲，美國音樂家。
- 路易士·加德（Louis Gardet），81歲，法國歷史學家和羅馬天主教神父。
- 戈登·吉布森（Gordon Gibson Sr.），81歲，加拿大政治家。
- 皮埃爾·朗格萊斯（Pierre Langlais），76歲，法國士兵，跳樓自殺。
- 湯姆·麥凱，75歲，澳大利亞足球運動員。
- 諾瑪·莫雷諾·菲格羅亞（Norma Moreno Figueroa），24歲，墨西哥記者，被槍殺。
- 庫爾特·尼爾森（Kurt Nielsen），61歲，丹麥足球運動員。
- 喬治·奧布萊恩（George M. O'Brien），69歲，美國政治家，美國眾議院議員（自1973年起），前列腺癌。[24]
- Oevaang Oeray，63歲，印尼政治家。
- 愛德華·威利（Edward E. Willey），76歲，美國政治家，弗吉尼亞州參議院議員（自1952年起），中風併發症。

### 18日
- 巴迪·貝爾，71歲，美國拳擊手和演員。[25]
- 艾倫·博斯沃思（Allan R. Bosworth），84歲，美國作家。
- 羅伯特·科弗（Robert Cover），42歲，美國法學者，心臟病發作。
- 瑪格麗特·克魯姆（Margaret Crum），65歲，英國音樂學家。
- Maiju Gebhard，89歲，芬蘭發明家（碗碟晾衣櫃）。
- 埃米爾·諾法爾（Emil Nofal），59-60歲，南非電影製片人。
- 斯坦利·勞斯爵士，91歲，英國足球裁判，國際足聯主席（1961-1974），白血病。
- 弗洛拉·佩恩·惠特尼（Flora Payne Whitney），88歲，美國藝術家。[26]
- 唐·威爾克森（Don Wilkerson），53-54歲，美國薩克斯管演奏家。
- 理查·伍頓，80歲，澳大利亞板球運動員。

### 19日
- 阿爾弗雷多·賓達（Alfredo Binda），83歲，義大利賽車手。
- 詹姆斯·朱維特·卡恩斯（James Jewett Carnes），86歲，美國士兵。
- 丹尼爾·法普（Daniel L. Fapp），82歲，美國電影攝影師（《大逃亡》《西區故事》）。
- 捷克洛瓦斯·格戈德考達斯，77歲，蘇聯立陶宛外交官。
- 諾埃爾·哈扎德（Noel Hazzard），62歲，澳大利亞橄欖球運動員。
- 阿爾弗雷德·利奧波德·盧昂戈，65歲，美國法學家。[27]
- 瑪格麗特·施勞赫（Margaret Schlauch），87歲，美國波蘭歷史學家。
- 哈羅德·舒斯特（Harold Schuster），83歲，美國電影導演。
- 默里·沃恩（Murray Vaughan），87歲，加拿大慈善家。

### 20日
- 瓊·貝內特（Joan Bennett），90歲，英國文學學者。
- 海倫·克雷格（Helen Craig），74歲，美國女演員，心臟驟停。[28]
- 利維烏·達米安（Liviu Damian），51歲，羅馬尼亞作家。
- 埃裡克·唐納森，86歲，澳大利亞足球運動員。
- 山姆·加里（Sam Gary），69歲，美國藍調音樂家。
- 赫克托·格雷羅，59歲，墨西哥奧運會籃球運動員（1948年，1952年）。
- 博·莫倫達，81歲，美式足球運動員。
- 比爾·斯坦尼克，79歲，美國棒球運動員。

### 21日
- 何塞·阿維利諾（José Avelino），95歲，菲律賓政治家。
- Ion Caraion，63歲，羅馬尼亞詩人。
- 賽勒斯·哈希米（Cyrus Hashemi），47歲，伊朗軍火商，白血病。
- 肯尼斯·霍蘭德（Kenneth Holland），75歲，英國板球運動員。
- 約翰·利文古德（John J. Livingood），83歲，美國物理學家。[29]
- 歐內斯特·馬斯（Ernest Maas），94歲，美國編劇。
- 蒂莫西·奧康納（Timothy O'Connor），79歲，愛爾蘭政治家，TD（1961-1981）。
- 张钰哲，84歲，中國天文學家。

### 22日
- 奧雷利安·安德萊斯庫，44歲，羅馬尼亞歌手，心臟病發作。
- 泰德·貝克（Ted Baker），85歲，澳大利亞足球運動員。
- 秦仁昌，88歲，中國植物學家。
- 愛德華·加馬茨（Edward Garmatz），83歲，美國政治家，美國眾議院議員（1947-1973）。[30]
- 雅克·格爾曼（Jacques Gelman），75/77歲，俄羅斯出生的墨西哥電影製片人。
- 弗洛德·戈特弗雷德森（Floyd Gottfredson），81歲，美國漫畫家。[31]
- 埃德·斯塔爾（Ede Staal），44歲，荷蘭音樂家，癌症。

### 23日
- 阿道夫·巴隆切里，88歲，義大利足球運動員。
- 本尼·貝納克（Benny Benack），64歲，美國爵士音樂家。
- 卡雷爾·克瓦切克，74歲，捷克奧運會摔跤手（1936年）。
- 比利·喬·曼圖斯（Billy Joe Mantooth），35歲，美式橄欖球運動員，交通事故。
- 布萊恩·馬修斯爵士，80歲，英國生理學家。
- 卡洛斯·溫貝托·羅德裡格斯·基羅斯，76歲，哥斯大黎加羅馬天主教主教。
- 唐·西摩，70歲，澳大利亞足球運動員。
- 卡齊米日·西科爾斯基，91歲，波蘭作曲家。
- Mavis Sweeney，76-77歲，澳大利亞藥劑師。
- 西爾瓦努斯·泰勒（Sylvanus A. Tyler），71歲，美國數學家。[32]
- Sofia W. D.，61歲，印尼女演員和電影導演。

### 24日
- 伯尼·布蘭得利（Bernie Bradley），76歲，美國體育教練。
- 克拉倫斯·加洛（Clarence Garlow），75歲，美國音樂家。
- 吉姆·戈登（Jim Gordon），77歲，澳大利亞士兵。
- Urban Hansen，77歲，丹麥政治家。
- 李·赫普納（Lee Hepner），65歲，加拿大指揮。
- 威利·凱撒（Willy Kaiser），74歲，德國奧林匹克拳擊手（1936年）。
- 卡爾·庫恩（Karl Kühn），82歲，奧地利奧林匹克自行車運動員（1936年）。
- 賈亞德維·塔伊·利加德（Jayadevi Taayi Ligade），74歲，印度詩人。
- 弗里茨·阿爾伯特·利普曼（Fritz Albert Lipmann），87歲，德裔美國生物化學家，諾貝爾獎獲得者（1953年）。[33]
- 勞里·納什（Laurie Nash），76歲，澳大利亞足球運動員和板球運動員。
- 卡雷爾·內多比蒂，80歲，捷克斯洛伐克奧運會選手（1924年，1928年）。
- Fernand Pouillon，74歲，法國建築師。
- 庫德拉特·烏拉·沙哈布（Qudrat Ullah Shahab），69歲，巴基斯坦作家。
- 陳文章，88歲，南越外交官，被勒死。
- 鹤田义行，82歲，日本奧林匹克游泳運動員（1928年，1932年），中風。

### 25日
- 約翰·科爾德姆（John Coldham），85歲，英國板球運動員。
- 雅各·哈肯伯格·格裡菲斯-倫道夫（Jacob Hackenburg Griffiths-Randolph），71歲，迦納法學家。
- 埃裡克·霍基（Eric Hawkey），77歲，澳大利亞聖公會主教。
- 泰德·萊恩斯（Ted Lyons），85歲，美國名人堂棒球運動員和經理（芝加哥白襪隊）。[34]
- 文森特·明内利（Vincente Minnelli），83歲，美國電影導演。[35]
- 湯瑪斯·穆恩，77歲，美國奧林匹克冰球運動員（1936年）。
- 艾莉森·帕羅特（Alison Parrott），11歲，美國謀殺案受害者。

### 26日
- 弗雷德里克·福特（Frederick W. Ford），76歲，美國政府官員，聯邦通信委員會（FCC）主席（1960-1961）。[36]
- 比爾·戈爾，74歲，美國化學工程師。
- 威廉·埃夫里尔·哈里曼，94歲，美國政治家，紐約州州長（1955-1958），美國商務部長（1946-1948）。[37]
- 海因茨·拉澤克（Heinz Lazek），74歲，奧地利-德國拳擊手。
- 格爾達·馬德森（Gerda Madsen），84歲，丹麥女演員。
- 多米尼克·姆博紐穆特瓦，65歲，盧安達政治家，臨時總統（1961年）。
- 穆巴拉克，77歲，印度演員和電影導演。
- 歐文·穆勒（Ervin Mueller），81歲，美國政治家。
- Sukarno M. Noor，54歲，印尼演員。
- 鮑里斯·雷澤克，77歲，斯洛維尼亞奧運會滑雪運動員（1928年）。
- 韋伯·舒爾茨（Webb Schultz），88歲，美國棒球運動員。
- 埃德溫·德黑文·斯蒂爾（Edwin DeHaven Steel Jr.），82歲，美國法學家。
- 肯·沃森（Ken Watson），81歲，加拿大冰壺運動員。
- 弗雷德里克·懷特（Frederick S. Wight），84歲，美國畫家。

### 27日
- 瑪格麗塔·阿爾瓜斯（Margarita Argúas），83歲，阿根廷律師。
- 亨利·布裡奇斯，70歲，美國薩克斯管演奏家。
- 安娜·索菲·博森·德賴耶（Anna Sofie Boesen Dreijer），87歲，丹麥服裝設計師。
- 86歲的美國藝術教師路易絲·福祿克（Louise Fluke）設計了俄克拉荷馬州的國旗。
- 巴德·哈菲，73歲，美國棒球運動員。
- 勒羅伊·霍爾姆斯（LeRoy Holmes），72歲，美國音樂家。[38]
- 木原均，92歲，日本遺傳學家。
- 奧斯伯特·蘭開斯特爵士，77歲，英國漫畫家。
- Nan McKay，93歲，加拿大圖書管理員。
- 多蘿西婭·內夫（Dorothea Neff），83歲，奧地利女演員。

### 28日
- 約翰·奧爾科特，55歲，英國電影攝影師，心臟病發作。[39]
- 威廉·安德魯斯（William C. Andrews），85歲，英國藝術總監。
- 卡雷爾·奧布羅克（Karel Aubroeck），91歲，比利時雕塑家。
- 吉姆·布拉克斯頓（Jim Braxton），37歲，美式橄欖球運動員，肺癌。[40]
- Syd Curnow，78歲，南非板球運動員。
- 埃德蒙·科蘭諾夫斯基（Edmund Kolanowski），38歲，波蘭連環殺手，絞刑。
- 恩斯特·洛伊恩伯格（Ernst Leuenberger），85歲，瑞士工會會員。
- 伊萬·萊夫拉茲（Yvan Leyvraz），31-32歲，瑞士人道主義者（Solidar Suisse），射門。
- 克裡斯托瓦爾·馬蒂，83歲，西班牙足球運動員。
- 克里夫·梅爾頓，74歲，美國棒球運動員。
- 喬·厄施格（Joe Oeschger），94歲，美國棒球運動員。
- 布魯斯·歐文·蘭金（Bruce Irving Rankin），67-68歲，加拿大外交官。
- 卡爾·海因里希·舒爾茨（Karl-Heinrich Schulz），80歲，德國將軍。
- 安娜瑪麗·塞林科（Annemarie Selinko），71歲，奧地利小說家。
- 弗蘭克·辛普森爵士，87歲，英國將軍。

### 29日
- 理查·大衛·巴內特，77歲，英國考古學家。
- 福特·布蘭德，81-82歲，加拿大政治家。
- 維托里奧·基耶羅尼，69歲，義大利奧運滑雪運動員（1936年，1948年）。
- 大卫·库珀（David Cooper），54-55歲，南非精神病學家。
- 邓稼先，62歲，中國物理學家。[41]
- Nello Falaschi，73歲，美式足球運動員。
- 菲力浦·霍利根（Philip Holligan），88歲，英國飛行王牌。
- 喬·科普查（Joe Kopcha），80歲，美式足球運動員。
- 埃爾基·萊科拉（Erkki Leikola），85歲，芬蘭政治家。
- 戈登·米爾斯（Gordon Mills），51歲，英國詞曲作者（“It's Not Unusual”）和音樂經理，胃癌。[42]
- 维尔纳·平茨纳（Werner Pinzner），39歲，德國合同殺手，槍殺自殺。
- Michael M. Sacher，68歲，英國企業高管。
- 伊德里斯·蘇萊曼諾夫，71歲，蘇聯亞塞拜然士兵。

### 30日
- 伊德里斯·拜格，74-75歲，巴基斯坦板球裁判。
- 斯圖爾特·伯格斯瑪（Stuart Bergsma），85歲，美國醫生和傳教士。
- 克拉倫斯·伯德爵士，101歲，英國將軍。
- 卡馬拉·卡斯庫多（Câmara Cascudo），87歲，巴西人類學家。
- 皮娜·西普里奧托，75歲，義大利奧林匹克體操運動員（1936年）。
- 比爾·克拉克，60歲，美國鼓手。
- 詹姆斯·克羅克特，76歲，美國足球運動員。
- 约翰·道尔顿（John N. Dalton），55歲，美國政治家，佛吉尼亞州州長（1978-1982），肺癌。[43]
- 雷·海耶斯，80歲，美國籃球運動員。
- 米奇·希思，82歲，美國棒球運動員。
- 比爾·鐘斯，65歲，澳大利亞足球運動員。
- 阿利斯泰爾·諾克斯（Alistair Knox），74歲，澳大利亞建築師。
- 康斯坦丁·洛特基帕尼澤，81歲，蘇聯喬治亞作家。
- 威廉·桑德斯（William Saunders），71歲，美國騎師，癌症。
- 婁思諾，55歲，美國長號手。
- 加夫尼·史密斯，81-82歲，美式足球運動員。
- 阿爾弗雷德·威爾科克斯（Alfred Wilcox），66歲，英國板球運動員。

### 31日
- 麥克·奧爾德裡奇，85歲，美式足球運動員。
- 恩里克·卡薩爾斯（Enric Casals），94歲，西班牙音樂家。
- Lea Davidova-Medene，65歲，蘇聯拉脫維亞雕塑家。
- 亨利·埃爾比（Henri Elby），67歲，法國政治家。
- 斯坦利·埃林（Stanley Ellin），69歲，美國作家。
- John C. Houlihan，75歲，美國政治家。
- 尤斯汀，76歲，羅馬尼亞東正教主教，族長（自1977年起）。[44]
- 戴安娜·金，67歲，英國女演員，癌症。
- 比爾·洛伊卡（Bill Loika），64歲，美式橄欖球教練，癌症。
- 杉原千畝（Chiune Sugihara），86歲，日本外交官和人道主義者。
- 路德維希·韋瑟利，82歲，奧地利奧運會跨欄運動員（1928年）。
- 泰迪·威爾森（Teddy Wilson），73歲，美國鋼琴家，胃癌。[45]
- 哈羅德·伍利，伍利男爵（Harold Woolley,Baron Woolley），81歲，英國工會會員和終身同伴。